# Macieira
Macieira este un oraș în Santa Catarina (SC), Brazilia.